# عين السمر (حجر)
'

تعديل مصدري - تعديل

عين السمر هي إحدى قرى عزلة الصداره بمديرية حجر التابعة لمحافظة حضرموت، بلغ تعداد سكانها 22 نسمة حسب تعداد اليمن لعام 2004.